# Medio Atrato
Medio Atrato är en kommun i Colombia.   Den ligger i departementet Chocó, i den nordvästra delen av landet, 300 km nordväst om huvudstaden Bogotá. Antalet invånare är 21 037.